# Саранчёв, Николай Георгиевич
Николай Георгиевич Саранчёв (11 ноября 1906, Ялта — 4 января 1944, Москва) — командир эскадрильи 35-го скоростного бомбардировочного авиационного полка Особой авиационной бригады Северо-Западного фронта, капитан. Герой Советского Союза.

## Биография

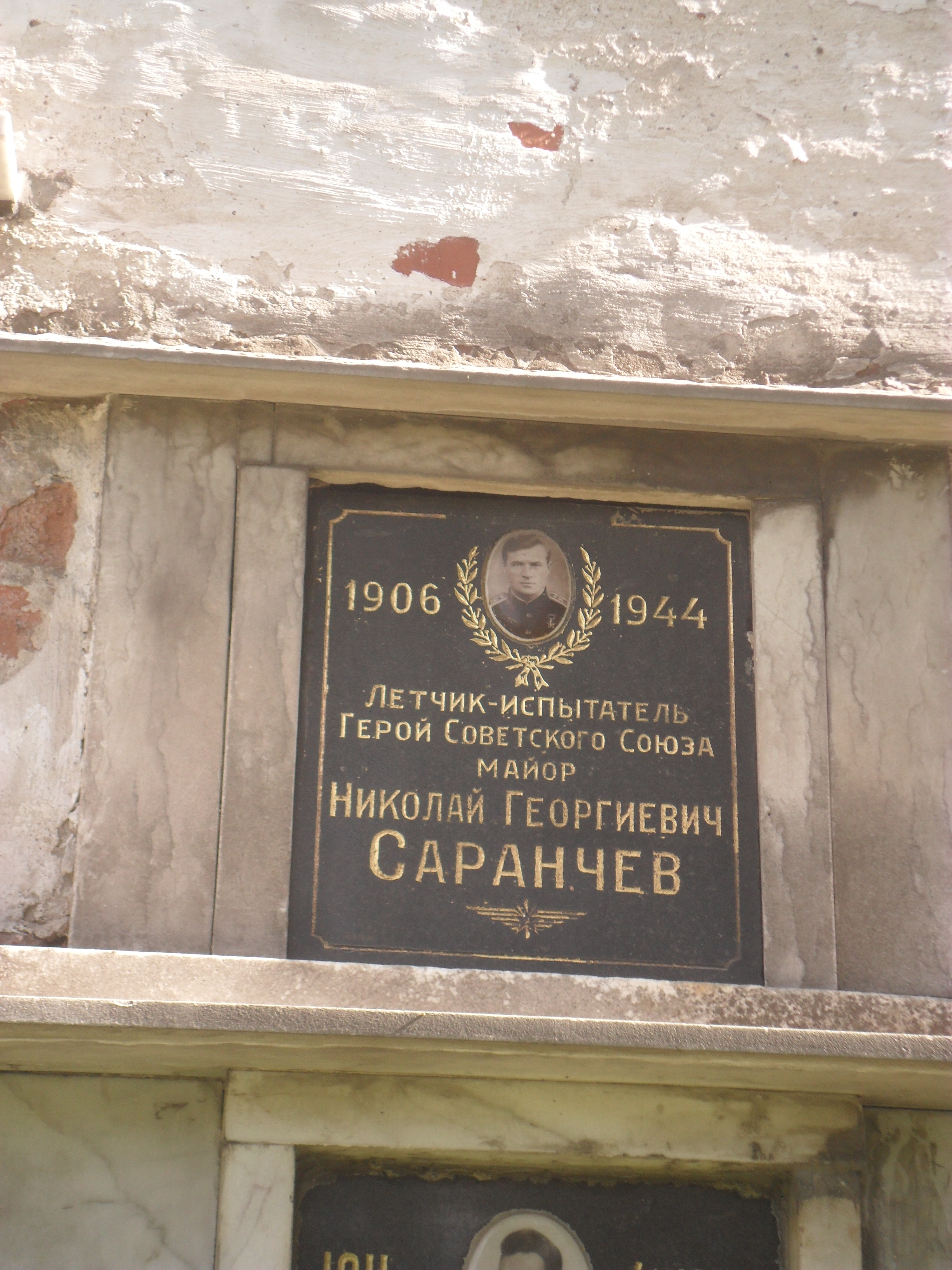
Плита колумбария Саранчёва на Новодевичьем кладбище Москвы

Родился 11 ноября 1906 года в городе Ялта в семье рабочего. Русский. Член ВКП(б)/КПСС с 1940 года. Образование неполное среднее. Работал виноградарем совхоза «Алушта».
В 1926 году призван в ряды Красной Армии. Окончил Качинскую военно-авиационную школу пилотов. Участник советско-финской войны 1939—1940 годов. Командир эскадрильи 35-го скоростного бомбардировочного авиационного полка капитан Н. Г. Саранчёв к январю 1940 года совершил десятки боевых вылетов на бомбардировку стратегических объектов противника, нанеся ему огромный урон в живой силе и технике.
Указом Президиума Верховного Совета СССР от 19 января 1940 года за образцовое выполнение боевых заданий командования на фронте борьбы с финской белогвардейщиной и проявленные при этом отвагу и геройство капитану Николаю Георгиевичу Саранчёву присвоено звание Героя Советского Союза с вручением ордена Ленина и медали «Золотая Звезда».
В период Великой Отечественной войны Н. Г. Саранчёв работал лётчиком-испытателем НИИ ВВС. 4 января 1944 года подполковник Николай Георгиевич Саранчёв погиб при выполнении испытательного полёта на Ла-5. На командный пункт пилот не успел передать ни слова, его боевая машина, не выйдя из пике, врезалась в землю. Похоронен в Москве в колумбарии Новодевичьего кладбища.
Награждён орденом Ленина, медалями.

## Память
- Улица Саранчёв)[арм.] — улица в Алуште.

Улица в пгт. Багерово (Керчь-16), Ленинский район, Республика Крым.